# Wick-Theorem
Das Wick-Theorem ist eine Aussage der Quantenfeldtheorie, die nach dem Physiker Gian-Carlo Wick benannt ist. Es erlaubt, den Vakuumerwartungswert eines zeitgeordneter Produktes von Feldoperatoren als Summe von Vakuumerwartungswerten von Produkten mit jeweils zwei Feldoperatoren zu schreiben. Die Bedeutung des Wick-Theorems liegt insbesondere darin, dass bei der Berechnung von Streuamplituden solche Produkte auftreten und durch das Wick-Theorem in eindeutiger Weise durch Feynman-Diagramme veranschaulicht werden können.

## Wick-Kontraktion
Die Wick-Kontraktion zweier bosonischer Feldoperatoren {\displaystyle \phi } ist als
{\displaystyle \phi ^{\bullet }(x)\phi ^{\bullet }(y)={\begin{cases}\left[\phi ^{+}(x),\phi ^{-}(y)\right]&{\text{wenn }}x^{0}>y^{0}\\\left[\phi ^{+}(y),\phi ^{-}(x)\right]&{\text{wenn }}x^{0}<y^{0}\end{cases}}}
definiert. Dabei ist die eckige Klammer der Kommutator und {\displaystyle \phi ^{\pm }} bezeichnen die Anteile positiver bzw. negativer Frequenz des Feldes, also
{\displaystyle \phi ^{+}(x)=\int {\frac {\mathrm {d} ^{3}p}{(2\pi )^{3}}}{\frac {1}{\sqrt {2\omega }}}a(p)e^{-\mathrm {i} px}\ ,\quad } sowie {\displaystyle \quad \phi ^{-}(x)=\int {\frac {\mathrm {d} ^{3}p}{(2\pi )^{3}}}{\frac {1}{\sqrt {2\omega }}}a^{\dagger }(p)e^{\mathrm {i} px}\ ,}
wobei {\displaystyle a} der Vernichtungsoperator und {\displaystyle a^{\dagger }} der Erzeugungsoperator ist.
Im Fall fermionischer Feldoperatoren {\displaystyle \psi } und {\displaystyle {\bar {\psi }}} beinhaltet die Wick-Kontraktion ein zusätzliches Minuszeichen und den Antikommutator statt des Kommutators:
{\displaystyle \psi ^{\bullet }(x){\bar {\psi }}^{\bullet }(y)={\begin{cases}\ \ \{\psi ^{+}(x),{\bar {\psi }}^{-}(y)\}&{\text{wenn }}x^{0}>y^{0}\ ,\\-\{{\bar {\psi }}^{+}(y),\psi ^{-}(x)\}&{\text{wenn }}x^{0}<y^{0}\ .\end{cases}}}
Mit dieser Definition für die Kontraktion von fermionischen Feldern gelten alle folgenden Aussagen sowohl für Fermionen als auch für Bosonen.
Der Vakuumerwartungswert einer Kontraktion zweier Feldoperatoren ist gleich dem Feynman-Propagator {\displaystyle D_{F}(x-y)} eines Teilchens zwischen diesen beiden Raumzeitpunkten. Es gilt also
{\displaystyle \left\langle \phi ^{\bullet }(x)\phi ^{\bullet }(y)\right\rangle =D_{F}(x-y)\ .}

## Theorem
Das Wick-Theorem lautet:
{\displaystyle T\left(\prod _{i}\phi _{i}\right)\ =\ {\frac {1}{0!}}:\!\prod _{i}\phi _{i}\!:+{\frac {1}{1!}}\sum _{i<j}(\phi _{i}^{\bullet }\phi _{j}^{\bullet })\ :\!\prod _{k\not \in \{i,j\}}\phi _{k}\!:+{\frac {1}{2!}}\sum _{i,j,k,l{\text{ paarweise verschieden}} \atop {\text{und }}i<j,\ k<l}\left((\phi _{i}^{\bullet }\phi _{j}^{\bullet })(\phi _{k}^{\bullet }\phi _{l}^{\bullet })\ :\!\prod _{m\not \in \{i,j,k,l\}}\phi _{m}\!:\right)+R}
{\displaystyle R} ist ein entsprechender Rest mit drei oder mehr Kontraktionen. {\displaystyle T} ist der Zeitordnungsoperator und die Notation {\displaystyle :\!O\!:} bezeichnet die Normalordnung, damit in diesem Ausdruck alle Erzeugungsoperatoren links von den Vernichtungsoperatoren stehen. Ferner wurde die Kurzschreibweise {\displaystyle \phi _{i}=\phi (x_{i})} verwendet. Die Faktoren mit den Fakultäten werden benötigt, weil in den Summen jeweils über mehrere identische Konfigurationen summiert wird. Die Reihenfolge der Feldoperatoren ist in den Termen nicht von Bedeutung, da Erzeugungs- und Vernichtungsoperatoren jeweils untereinander vertauschen. Die Reihenfolge der Feldoperatoren wird auch durch die Zeitordnung und die Definition der Kontraktion festgelegt.
Aus dem Wick-Theorem ergeben sich einige hilfreiche Formeln für den Vakuumerwartungswert des zeitgeordneten Produktes von Feldoperatoren, weil die Anwendung des Vernichtungsoperators auf den Vakuumzustand {\displaystyle |0\rangle } verschwindet und damit auch der Vakuumerwartungswert eines jeden normalgeordneten Produkts von Feldoperatoren:
{\displaystyle \langle 0|:\!\prod \phi _{i}\!:|0\rangle =0}.
Damit folgt, dass nur vollständig kontrahierte Ausdrücke im Vakuumerwartungswert von Null verschieden sind. Weil es für eine ungerade Anzahl an Feldoperatoren keine vollständig kontrahierten Ausdrücke geben kann, gilt also
{\displaystyle \left\langle 0|T\left(\prod _{i=1}^{2n+1}\phi _{i}\right)|0\right\rangle =0}.
Der Vakuumerwartungswert eines Produktes einer geraden Anzahl von Feldoperatoren lässt sich dagegen mittels des Wick-Theorems als Summe über ein Produkt von Feynman-Propagatoren darstelllen. Bei dieser Summe ist jede Kombination von zwei Raumzeitpunkten genau einmal mit einem Propagator verbunden.

## Beispiel
Für vier Feldoperatoren ergibt sich
{\displaystyle {\begin{aligned}T\left(\phi _{1}\phi _{2}\phi _{3}\phi _{4}\right)&=:\!\phi _{1}\phi _{2}\phi _{3}\phi _{4}\!:+(\phi _{1}^{\bullet }\phi _{2}^{\bullet }):\!\phi _{3}\phi _{4}\!:+(\phi _{1}^{\bullet }\phi _{3}^{\bullet }):\!\phi _{2}\phi _{4}\!:+(\phi _{1}^{\bullet }\phi _{4}^{\bullet }):\!\phi _{2}\phi _{3}\!:+(\phi _{2}^{\bullet }\phi _{3}^{\bullet }):\!\phi _{1}\phi _{4}\!:+(\phi _{2}^{\bullet }\phi _{4}^{\bullet }):\!\phi _{1}\phi _{3}\!:+(\phi _{3}^{\bullet }\phi _{4}^{\bullet }):\!\phi _{1}\phi _{2}\!:\\&+(\phi _{1}^{\bullet }\phi _{2}^{\bullet })(\phi _{3}^{\bullet }\phi _{4}^{\bullet })+(\phi _{1}^{\bullet }\phi _{3}^{\bullet })(\phi _{2}^{\bullet }\phi _{4}^{\bullet })+(\phi _{1}^{\bullet }\phi _{4}^{\bullet })(\phi _{2}^{\bullet }\phi _{3}^{\bullet })\end{aligned}}}
und bei Bildung des Vakuumerwartungswerts fallen alle Terme weg, die nicht vollständig kontrahiert sind. Im Beispiel sind das alle Terme der oberen Zeile. Somit gilt:
{\displaystyle \left\langle 0|T\left(\phi _{1}\phi _{2}\phi _{3}\phi _{4}\right)|0\right\rangle =D_{F}(x_{1}-x_{2})D_{F}(x_{3}-x_{4})+D_{F}(x_{1}-x_{3})D_{F}(x_{2}-x_{4})+D_{F}(x_{1}-x_{4})D_{F}(x_{2}-x_{3})}